# Monnerie-le-Montel
Monnerie-le-Montel é uma comuna francesa na região administrativa de Auvérnia-Ródano-Alpes, no departamento Puy-de-Dôme. Estende-se por uma área de 4,65 km². Em 2010 a comuna tinha 1 738 habitantes (densidade: 373,8 hab./km²).